# Virkby gymnasium
Virkby gymnasium (VG) är ett svenskspråkigt gymnasium i Virkby i Lojo stad i Finland. Gymnasiet var en privat skola fram till 1980-talet. Nuförtiden kommer den största delen av eleverna från Lojo, Sjundeå och Ingå. Skolan är en allmänbildadende gymnasium med ett fokus på mindre unvervisningsgrupper för att skapa en djup förståelse av  ämnet. Skolan profilerar sig även som "Gymnasiet nära dig" och verkar under mottot "Hinc itur ad astra" ('härifrån går han till stjärnorna').

## Historik
Viktiga årtal för Virkby Gymnasiums historia:
- 1947 I november grundas en kommitté av Virkbybor, Ingåbor och Sjundeåbor vars uppgift var att grunda en skola i Virkby invid kalkindustrin.
- 1948 Virkby Samskola grundas och inleder sin utbildning i den så kallade Schultenska villan.
- 1950 Skolan flyttar till dess nuvarande byggnad på Klockargränden 2.
- 1976 Virkby Samskola delas upp i Virkby Gymnasium och Virkbynejdens högstadium som i dag heter Källhagens skola.
- 2008 Skolans nya flygel invigs där bla. matsalen, gymnastikhallen och musik klassrummet befinner sig i.
- 2018 Virkby samskola firar dess 70 års jubileum.

## Kända alumner från Virkby Gymnasium
- Christoffer Strandberg, komiker, skådespelare, programledare
- Henrik Wickström, riksdagsledamot (SFP)